# Selección femenina de béisbol de los Países Bajos
La selección femenina de béisbol de los Países Bajos es el equipo nacional de béisbol femenino de los Países Bajos. Actualmente es el único equipo que representa a Europa en la competición internacional.
El equipo está controlado por la Fundación Neerlandesa de Béisbol Femenino, una organización independiente fundada por Ivette van Putten y Percy Isenia. Países Bajos debutó en la Copa Mundial Femenina de Béisbol 2010.

## Jugadoras

### Equipo actual
Las siguientes jugadoras conforman la plantilla provisional seleccionada para el equipo neerlandés para la Copa Mundial Femenina de Béisbol 2014, celebrada en septiembre del mismo año.
| Lista oficial | Lista oficial                                                                                        | Cuerpo técnico                                                                                |
| --- | --- | --------------------------------------------------------------------------------------------- |
| Lanzadores - Loes Asmus - Marijke van Veen - Thari Diefenbach - Maaike Haak - Jessica Kroeskop - Ciska Welboren - Anouk Vergunst | Receptores - Claudia Kranendonk - Famke Gildemacher                                                  | Gerente - Eddie Dix                                                                           |
| Lanzadores - Loes Asmus - Marijke van Veen - Thari Diefenbach - Maaike Haak - Jessica Kroeskop - Ciska Welboren - Anouk Vergunst | Jugadores de cuadro - Esther Maliepaard - Annemiek Koehorst - Susanne van Kampen - Sofie van de Wiel | Entrenadores - Marko Winkel (Entrenador de banca) - Ramon Rijgersberg (Entrenador de pitcheo) |
| | Jardineros - Kyra van Genderen - Marije Filius - Paulieke Breukers - Kelly Zuurendonk                |                                                                                               |

## Resultados

### Copa Mundial Femenina de Béisbol 2010
| Fecha                | Lugar              | Adversario    | Resultado |
| -------------------- | ------------------ | ------------- | --------- |
| 12 de agosto de 2010 | Caracas, Venezuela | Venezuela     | 4-20      |
| 13 de agosto de 2010 | Caracas, Venezuela | Hong Kong     | 9-12      |
| 15 de agosto de 2010 | Maracay, Venezuela | Australia     | 3-16      |
| 16 de agosto de 2010 | Maracay, Venezuela | Canadá        | 1-12      |
| 16 de agosto de 2010 | Maracay, Venezuela | China Taipéi  | 0-11      |
| 19 de agosto de 2010 | Maracay, Venezuela | Puerto Rico   | 1-11      |
| 20 de agosto de 2010 | Maracay, Venezuela | Corea del Sur | 5-15      |
| 21 de agosto de 2010 | Maracay, Venezuela | Corea del Sur | 4-11      |

#### Incidente de disparo
El 13 de agosto, una jugadora de Hong Kong recibió un disparo en la pierna durante un partido contra Países Bajos en la Copa Mundial Femenina de Béisbol 2010. El incidente ocurrió en la parte superior de la cuarta entrada, cuando Holanda lideraba con 12–9. El juego se estaba llevando a cabo en el estadio José Antonio Casanova en Fort Tiuna, una guarnición militar en Caracas.

### Copa Mundial Femenina de Béisbol 2012
| Fecha                | Lugar            | Adversario     | Resultado |
| -------------------- | ---------------- | -------------- | --------- |
| 10 de agosto de 2012 | Edmonton, Canadá | Estados Unidos | 0-10      |
| 11 de agosto de 2012 | Edmonton, Canadá | Japón          | 0-21      |
| 12 de agosto de 2012 | Edmonton, Canadá | China Taipéi   | 3-17      |
| 13 de agosto de 2012 | Edmonton, Canadá | Australia      | 11-13     |
| 14 de agosto de 2012 | Edmonton, Canadá | Canadá         | 2-19      |
| 16 de agosto de 2012 | Edmonton, Canadá | Venezuela      | 6-14      |
| 17 de agosto de 2012 | Edmonton, Canadá | Cuba           | 5-13      |
| 18 de agosto de 2012 | Edmonton, Canadá | China Taipéi   | 5-7       |
| 19 de agosto de 2012 | Edmonton, Canadá | Cuba           | 10-8      |

### Copa Mundial Femenina de Béisbol 2014
| Fecha                   | Lugar           | Adversario     | Resultado |
| ----------------------- | --------------- | -------------- | --------- |
| 1 de septiembre de 2014 | Miyazaki, Japón | Canadá         | 0-11      |
| 2 de septiembre de 2014 | Miyazaki, Japón | Estados Unidos | 0-17      |
| 3 de septiembre de 2014 | Miyazaki, Japón | China Taipéi   | 2-4       |
| 5 de septiembre de 2014 | Miyazaki, Japón | Venezuela      | 1-6       |
| 6 de septiembre de 2014 | Miyazaki, Japón | Hong Kong      | 11-19     |
| 7 de septiembre de 2014 | Miyazaki, Japón | Hong Kong      | 0-4       |

### Copa Mundial Femenina de Béisbol 2016
| Fecha                    | Lugar                     | Adversario     | Resultado |
| ------------------------ | ------------------------- | -------------- | --------- |
| 3 de septiembre de 2016  | Gijang-gun, Corea del Sur | India          | 9-2       |
| 4 de septiembre de 2016  | Gijang-gun, Corea del Sur | Japón          | 0-12      |
| 5 de septiembre de 2016  | Gijang-gun, Corea del Sur | Canadá         | 1-7       |
| 7 de septiembre de 2016  | Gijang-gun, Corea del Sur | Cuba           | 8-9       |
| 8 de septiembre de 2016  | Gijang-gun, Corea del Sur | Estados Unidos | 0-10      |
| 9 de septiembre de 2016  | Gijang-gun, Corea del Sur | Hong Kong      | 9-4       |
| 10 de septiembre de 2016 | Gijang-gun, Corea del Sur | Pakistán       | 14-4      |

### Copa Mundial Femenina de Béisbol 2018
| Fecha                | Lugar                 | Adversario     | Resultado |
| -------------------- | --------------------- | -------------- | --------- |
| 22 de agosto de 2018 | Viera, Estados Unidos | Corea del Sur  | 8-9       |
| 23 de agosto de 2018 | Viera, Estados Unidos | Estados Unidos | 0-18      |
| 24 de agosto de 2018 | Viera, Estados Unidos | China Taipéi   | -         |
| 25 de agosto de 2018 | Viera, Estados Unidos | Puerto Rico    | 1-16      |
| 26 de agosto de 2018 | Viera, Estados Unidos | Venezuela      | 1-17      |
| 27 de agosto de 2018 | Viera, Estados Unidos | China Taipéi   | 1-11      |

### Campeonato Europeo Femenino de Béisbol 2019
| Fecha               | Lugar         | Adversario      | Resultado |
| ------------------- | ------------- | --------------- | --------- |
| 31 de julio de 2019 | Ruan, Francia | Francia         | 3-4       |
| 1 de agosto de 2019 | Ruan, Francia | República Checa | 21-11     |
| 1 de agosto de 2019 | Ruan, Francia | Francia         | 10-15     |
| 2 de agosto de 2019 | Ruan, Francia | República Checa | 17-4      |
| 3 de agosto de 2019 | Ruan, Francia | Francia         | 2-5       |